# Hariyati
Hariyati fou una comarca de l'Imperi Hitita, a l'est de la clàssica Frígia. Rebia el seu nom de la muntanya Hariyati. Tudhalias II en va oferir el govern a l'enderrocat Madduwatta, rei de Zippasla, però aquest va preferir recuperar el seu regne.